# Inès Nefer Ingani
Pour les articles homonymes, voir Ingani (homonymie).
Inès Nefer Ingani est une femme politique congolaise. Elle est ministre de la Promotion de la Femme et de l'Intégration de la Femme au développement depuis mai 2021 (fonction qu'elle occupa également de 2016 à 2019), et est députée de Moungali (Brazzaville) depuis 2017. Elle est également la secrétaire exécutive nationale de l'Organisation des femmes du Congo (OFC).

## Biographie

### Études et engagement associatif
De son nom complet Inès Nefer Bertille Ingani, elle détient une licence professionnelle en gestion des ressources humaines et management, et a décroché en Europe un diplôme en banques, assurances et gestion du patrimoine. À partir de l'année 2010, elle devient formatrice aux métiers de surface.
Impliquée dans le monde associatif, elle a exercé la fonction de secrétaire nationale chargée de la culture, des arts, des sports et des loisirs au sein de l'Organisation des femmes du Congo. Elle a également présidé l'association « Actions innovatrices pour la paix et le développement culturel », au sein de laquelle elle a organisé une « marche républicaine des femmes pour la paix au Congo » le 1er mars 2015, à laquelle plus de 13 000 femmes ont participé,.
Le 8 novembre 2020, elle est élue secrétaire exécutive nationale de l'Organisation des femmes du Congo (OFC) pour un mandat de 3 ans, succédant à Jeanne Sarah Dambendzet, ambassadrice du Congo en Italie, dont l'intérim était assuré par Antoinette Kebi-Mounkala.

### Carrière politique

#### Débuts
Membre du parti au pouvoir, le Parti congolais du travail (PCT), elle en a présidé la cellule de Moungali (Brazzaville). Elle a également représenté le PCT lors d'un voyage en Chine sur invitation du Parti communiste chinois, durant lequel elle a fait un exposé concernant l'évolution de la condition de la femme au Congo.

#### Fonctions ministérielles
Le 30 avril 2016, Inès Nefer Ingani fait son entrée au sein du gouvernement Mouamba I au poste de ministre de la Promotion de la Femme et de l'Intégration de la Femme au développement. Elle fait partie des 8 femmes ayant intégré ce gouvernement, ce qui est alors un record dans l'histoire du Congo. Le 7 mai, à l'occasion de la passation de pouvoir avec sa prédécesseure Catherine Embondza-Lipiti, elle déclare que sa priorité est de faire voter et appliquer la loi sur la parité, restée en veille jusqu'alors. Elle ajoute également vouloir lutter contre les « antivaleurs », comme la corruption ou la concussion.
Lors des élections législatives de 2017, elle est élue députée de la 2e circonscription de Moungali dès le premier tour,, et prend ses fonctions lors de la rentrée parlementaire du 19 août. Quelques jours plus tard, à l'occasion d'un remaniement, elle est reconduite à son poste au sein du gouvernement Mouamba II.
En septembre 2017, elle dénonce la situation de crise que connaît le département du Pool, et particulièrement les conditions des femmes qui y vivent. Elle en appelle à une « solidarité nationale, surtout féminine », pour résoudre la crise. Elle annonce également que son Ministère va proposer un programme de réinsertion sociale pour les jeunes combattants ninjas qui « sortiront des forêts ».
En novembre 2018, afin d'éradiquer la prostitution juvénile au Congo (appelée « phénomène Ujana »), elle annonce que le gouvernement va prendre en charge les jeunes filles mineures et majeures s'adonnant à la prostitution dans des centres de rééducation et de formation pour faciliter leur réinsertion sociale.
En septembre 2019, un enregistrement audio est publié sur les réseaux sociaux où l'on entend Inès Nefer Ingani déclarer à un cadre du Parti congolais du travail (parti présidentiel) que le chef de file de l'opposition, Pascal Tsaty Mabiala, aurait reçu une importante somme d'argent de la part de la Présidence pour « tenir des propos outrageux » contre Denis Christel Sassou Nguesso, député d'Oyo et fils du président. L'enregistrement devient viral, et Pascal Tsaty Mabiala menace de porter plainte contre la ministre pour diffamation. Le 17 septembre, un décret présidentiel démet Inès Nefer Ingani de ses fonctions, bien qu'aucune cause ne soit précisée,. Elle est alors remplacée le 19 septembre par la ministre de la Santé, Jacqueline Lydia Mikolo.
Après la réélection de Denis Sassou-Nguesso pour un 4e mandat, Inès Nefer Ingani est de nouveau nommée en mai 2021 ministre de la Promotion de la Femme et de l'Intégration de la Femme au développement dans le gouvernement d'Anatole Collinet Makosso. La cérémonie de passation avec Jacqueline Lydia Mikolo se déroule le 21 mai.